# ICON
Pour les articles homonymes, voir Icon.
Icon est associé à un langage de programmation de haut niveau découlant des langages SNOBOL-4, CLU et C (K&R).
C'est un langage impératif et procédural, dont la syntaxe ressemble aux langages C et Pascal (langage).

## Histoire
Icon fut créé en 1980 par Griswold (université d'Arizona).
L'évolution d'Icon continue, sa version est actuellement la 9.[Quand ?]
Son successeur est Unicon, créé à l'université du Nevada, qui intègre en plus une couche objet, une interface plus complète avec Unix et une interface avec SQL.

## Exemples de code
Commençons par le classique Hello world :
```
   # Helloworld
   procedure main()
     write("Hello World !")
   end
```

Voici un exemple de programme Icon qui lit en entrée un fichier et affiche sur la sortie standard le fichier avec les lignes numérotées :
```
   # Ceci est un commentaire
   procedure main(args)
       fichier := &input
       fichier := open(args[1]) | stop("Erreur d'ouverture de fichier")
       numerote_ligne(fichier)
   end
   procedure numerote_ligne(fichier)
       compte := 0
       while ligne := read(fichier) do
           writes(compte +:= 1, " ", ligne, "\n")    
   end
```

## Concepts
ICON est un langage de haut niveau, ce qui signifie qu'il permet au programmeur d'utiliser des concepts plutôt éloignés du fonctionnement réel d'une machine. De ce fait, il propose différents mécanismes très évolués comme les générateurs ou encore l'évaluation dirigée par le but.
Les générateurs permettent, à partir d'une expression, de fournir une suite de valeurs. Par exemple :
```
   every i:= (1 to 3) | (3 to 1 by -1) do ...
```

va nous permettre de faire varier i de 1 à 3 puis de 3 à 1. Ou encore
```
   if (x | y) = (3 | 5) then ...
```

permet de tester si l'une des variables x ou y a la valeur 3 ou 5
Le mécanisme de l'évaluation dirigée par le but permet de lancer une série d'opérations répétitives, sans se soucier du cas d'arrêt. Par exemple dans le cas où nous souhaiterions afficher toutes les valeurs d'un tableau tab, nous ferions :
```
   every write(!tab)
```

ICON permet certaines constructions, souvent plus connues des langages fonctionnels, mais néanmoins fort pratiques :
```
   write(case i of {
     0       : "parfait"
     1|-1    : "pas loin"
     default : "loin..."
   })
```

Voici un autre exemple pour montrer la puissance des différents opérateurs existants dans le cas du mélange d'une tableau :
```
   every 1 to *tab do
     ?tab :=: ?tab
```